# Echinomuricea indomalaccensis
Echinomuricea indomalaccensis är en korallart som beskrevs av Ridley 1884. Echinomuricea indomalaccensis ingår i släktet Echinomuricea och familjen Plexauridae. Inga underarter finns listade i Catalogue of Life.